# Bad Schönborn
Bad Schönborn là một thị tứ phía Bắc huyện Karlsruhe thuộc bang Baden-Württemberg, nước Đức. Đô thị này có diện tích 24,09 km², dân số thời điểm 31 tháng 12 năm 2006 là 12.358 người. Đô thị này tọa lạc trên tuyến Bertha Benz, sở hữu nhiều suối nước nóng. Tổng giám mục Franz Christoph von Hutten đã tìm ra suối nước nóng lưu huỳnh ở Bad Langenbrücken vào năm 1766.
Cư dân địa phương nổi tiếng có Heribert Rech, và Joana Emetz.